# Amor Amor (filme)
Amor Amor é um filme português de drama, realizado por Jorge Cramez e produzido por Joana Ferreira e Isabel Machado. Estreou-se em Portugal a 8 de fevereiro de 2018.

## Sinopse
O filme gira à volta de Marta e Jorge, que, aparentemente, têm um amor perfeito. Apesar disso, às suas voltas encontram-se Bruno, Lígia, Carlos e Jorge, que apenas desejam que esse namoro seja tudo menos perfeito.

## Elenco
- Jaime Freitas como Jorge
- Ana Moreira como Marta
- Margarida Vila-Nova como Lígia
- Nuno Casanovas como Carlos
- Guilherme Moura como Bruno
- Maya Booth como Carlota
- Sofia Marques como Andreia
- Joana de Verona como Sara
- Rodolfo Marques como Diogo
- Ricardo Pais Nunes como Xavier
- Sílvio Vieira como Francisco
- Tiago Teotónio Pereira como Paulo
- Eduardo Frazão como Júlio
- Dinis Gomes como Raul
- Pedro Frias como João
- Sara Graça como Adriana
- José Manuel Mendes como dono do restaurante
- Ricardo Aibéo como barman
- Paulo Calatré como taxista
- Maria Galhardo como mulher do stand
- Carlos Mota como homem da valsa
- Manuel Sá Pessoa como desconhecido
- Miguel Martins como DJ
- Clara Jost como rapariga 1
- Constança Villaverde Rosado como rapariga 2
- Rodolfo Major